# Pybba
Pybba o anche Pibba, Wibba e Wybba (570 circa – 606 o 615) è stato uno dei primi re di Mercia. Figlio di Creoda  e padre di Penda ed Eowa.
Le sue date, nelle genealogie, sono di solito indicate come: la nascita attorno al 570, l'inizio del regno nel 593 e la morte nel 606 o nel 615, ma con nessuna prova apparente. La Cronaca anglosassone lo accenna appena come padre di Penda, con nessun ulteriore particolare.
La Historia Brittonum dice che ebbe 12 figli. A lui successe Cearl, ma non si conoscono i legami familiari tra i due. La Cronaca anglosassone indica il 626 come anno di insediamento del figlio, Penda, anche se San Beda il Venerabile suggerisce che non salì sul trono prima della battaglia di Hatfield Chase (633). Oltre a Penda ed Eowa (che l'Historia Brittonum definisce come i figli più cari), Pybba avrebbe avuto anche un altro figlio, Coenwalh (forse escludendo Beornard, che ebbe una vita breve).